# Confine tra Iran e Pakistan
Il confine tra l'Iran e il Pakistan è la linea di demarcazione tra questi due paesi e delimita la provincia pakistana del Balochistan dalla provincia iraniana del Sistan e Baluchistan. Ha una lunghezza di 909 km. Dal 2007 l'Iran ha iniziato a costruire una barriera di confine in sostituzione di una recinzione di frontiera lacerata e discontinua. 

## Descrizione

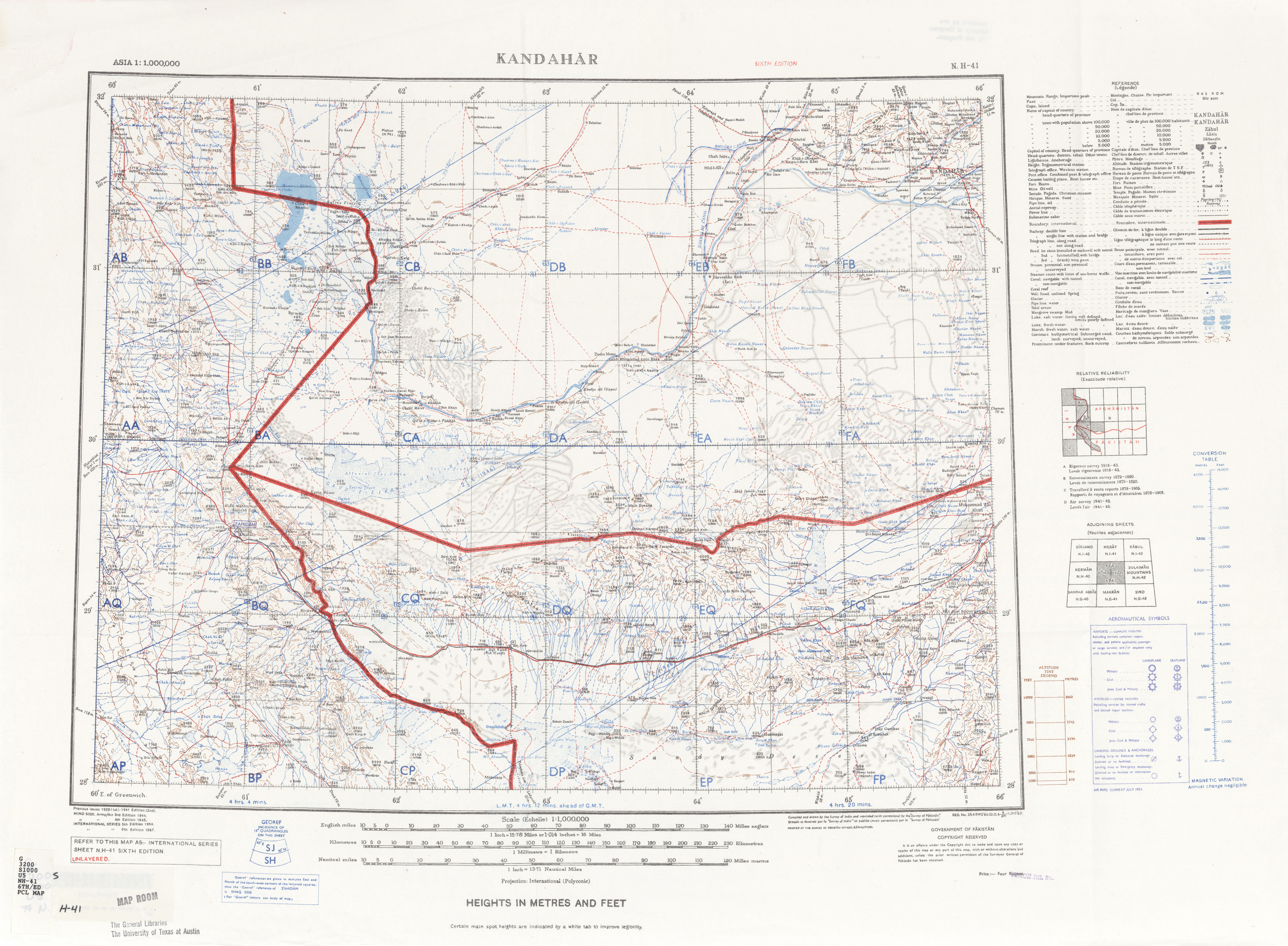

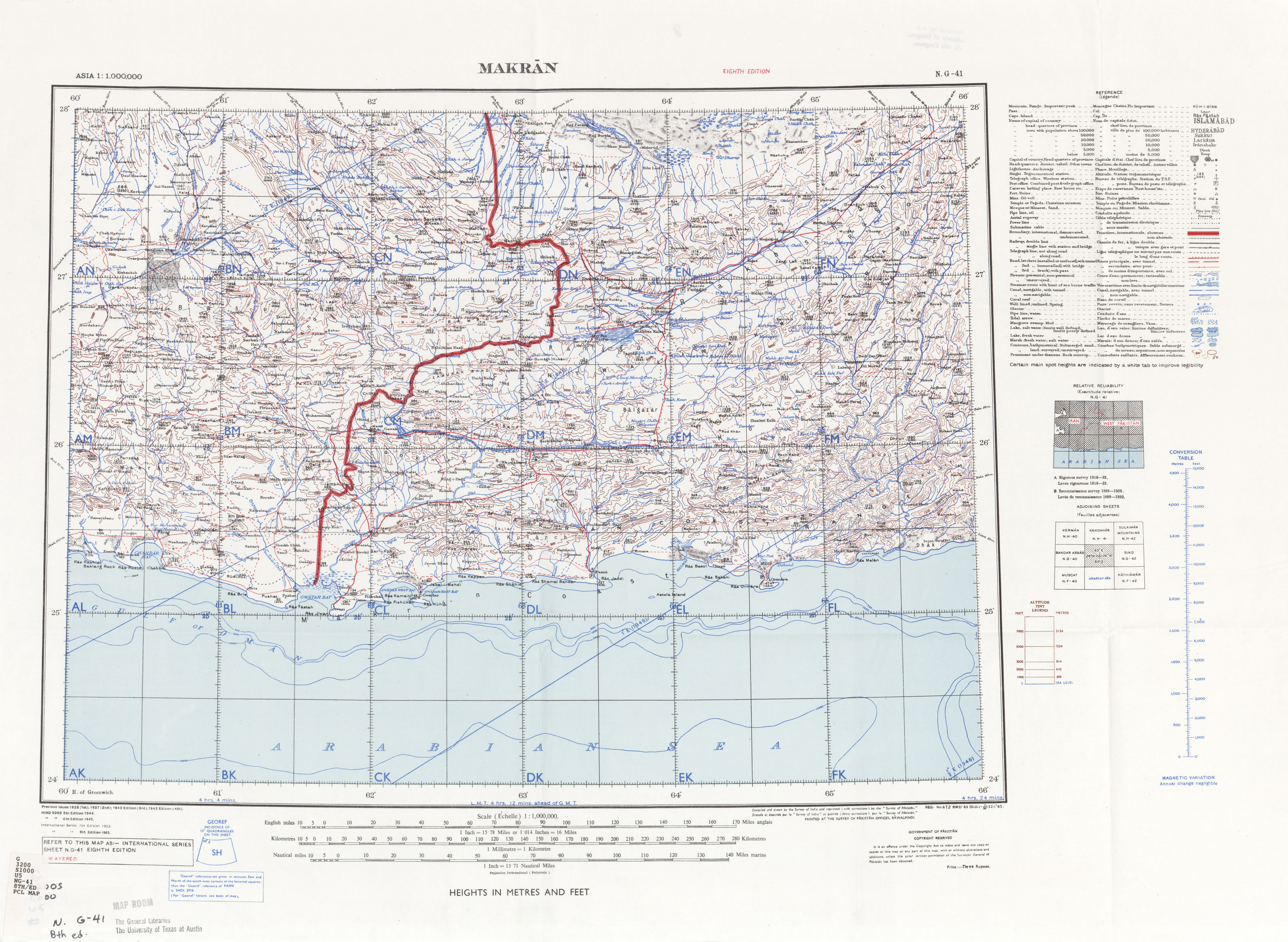

Il confine inizia dalla triplice frontiera con l'Afghanistan sul monte Kuh-i-Malik Salih, segue una linea retta in direzione sud-est e una serie di creste montuose, torrenti stagionali e il fiume Tahlab a sud-ovest fino alle vicinanze del lago Hamun-e Mashkel. Il confine vira poi bruscamente verso sud attraverso una serie di linee rette, poi verso est lungo alcune montagne fino al fiume Mashkil, che va verso sud, prima di raggiungere il fiume Nahang che prosegue verso ovest. Lascia poi il Nahang e poi va via terra attraverso una serie di creste montuose e segmenti in linea retta verso sud fino alla baia di Gwadar nel Golfo di Oman. 

## Storia
Il confine moderno attraversa la regione nota come Balochistan, un'area a lungo contesa tra vari imperi centrati in Persia (Iran), Afghanistan e Pakistan. Dal XVIII secolo in poi gli inglesi presero gradualmente il controllo della maggior parte dell'India, compreso ciò che è l'attuale Pakistan, portandolo in stretta prossimità con le terre tradizionalmente rivendicate dalla Persia. Nel 1871 gli inglesi (in rappresentanza del Khan di Kalat e del subcontinente indiano) e i persiani decisero di definire la loro reciproca frontiera; l'anno successivo una commissione di delimitazione frontaliera esaminò l'area ma senza segnare il confine sul terreno. La penetrazione britannica del Balochistan sotto Sir Robert Groves Sandeman continuò rapidamente nei decenni successivi, spingendo di trovare un accordo per un confine più preciso e di contrassegnare con pilastri sul terreno nel 1895-96. Alcuni problemi minori di allineamento derivanti da ciò furono risolti tramite un altro trattato congiunto nel 1905.
Nel 1947 il subcontinente indiano ottenne l'indipendenza dalla Gran Bretagna, con le aree occidentali a maggioranza musulmana che confinavano con l'Afghanistan e l'Iran che divennero il nuovo paese del Pakistan (occidentale), che in quel momento includeva anche l'attuale Bangladesh (Pakistan orientale). In seguito a varie trattative Iran e Pakistan confermarono la loro reciproca frontiera nel 1958-59, mappando completamente l'area di confine e marcandola sul terreno con pilastri. 

## Barriera di confine
Il 3 ft (91,4 cm) di spessore e 10. Il muro di cemento alto 3,05 m, fortificato con barre d'acciaio, si estenderà sul 700 km di frontiera che si estende da Taftan a Mand. Il progetto includerà grandi argini in terra e pietra e fossati profondi per scoraggiare gli incroci commerciali illegali e il contrabbando di droga su entrambi i lati. La regione di confine è già costellata di torri di osservazione della polizia e guarnigioni per le truppe in stile fortezza. Iran e Pakistan non hanno controversie sul confine o altre rivendicazioni irredentiste e il ministero degli Esteri pakistano ha dichiarato: "Il Pakistan non ha riserve perché l'Iran sta costruendo la recinzione sul suo territorio".

## Valichi di frontiera
Dal lato pakistano, le guardie di frontiera sono responsabili della sicurezza dei confini e dell'immigrazione. 
In Pakistan la guida è sul lato sinistro della strada mentre in Iran la guida è a destra. I valichi di frontiera sono progettati per questo. 

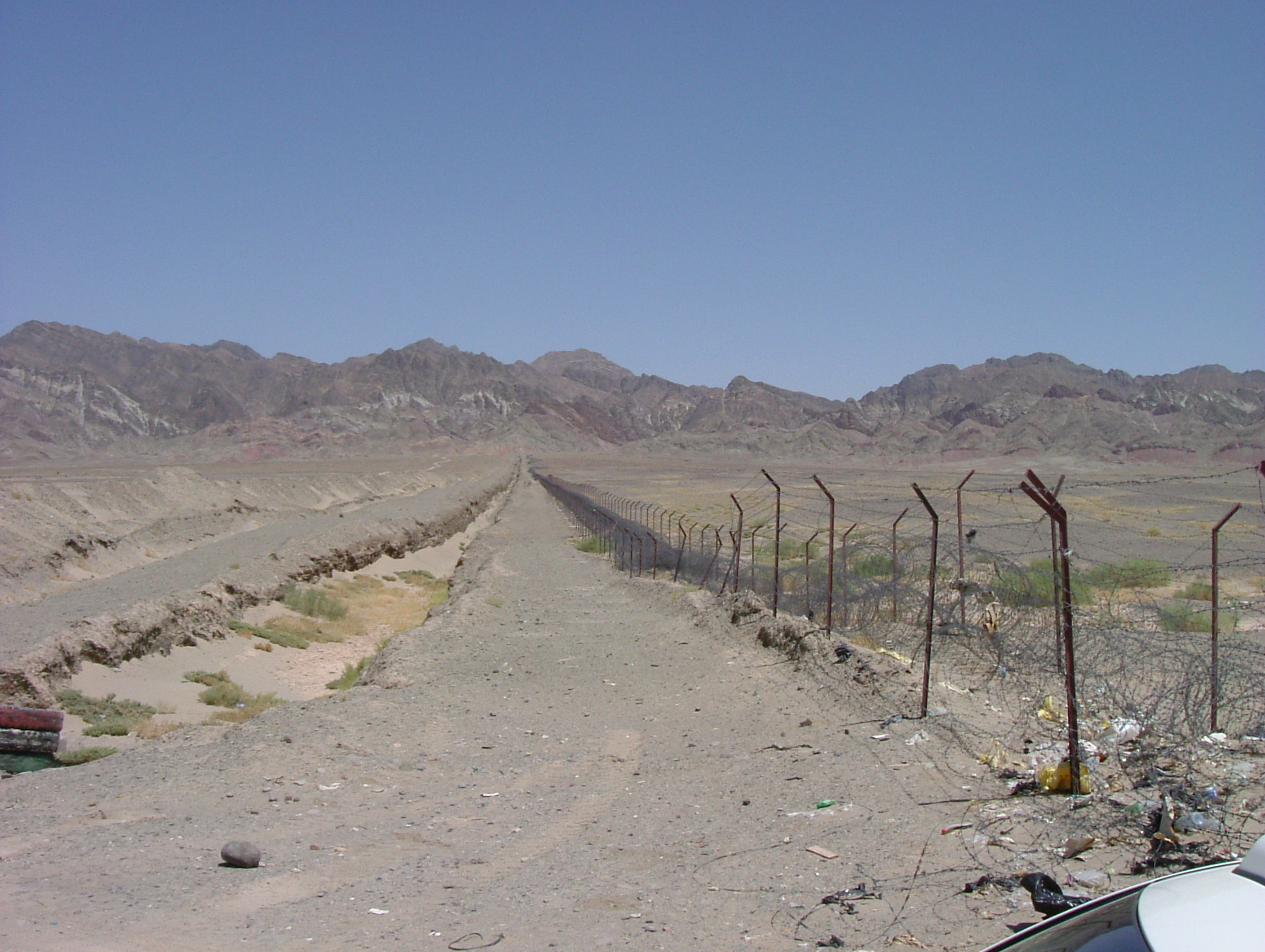
Recinzione lungo il confine

- Mirjaveh (IRN) - Taftan (PAK) (ferrovia e strada)
- Pishin (IRN) - Mand (PAK) (strada)

## Insediamenti vicino al confine

### Iran
- Lar Marud
- Zahedan
- Kacheh Rud
- Mirjaveh
- Ladiz
- Narreh Now
- Jāleq
- Kalleh
- Fahreh
- Murt
- Esfandak
- Kavari
- Pishin
- Kushak

### Pakistan
- Sohtagan
- Qila Ladgasht
- Washap
- Sar-i Parom
- Girbum
- Sohrag
- Abdui
- Taftan
- Sirag
- Kurumb
- Jiwani